# Antillipecten
Antillipecten is een monotypisch geslacht van tweekleppigen uit de  familie van de Pectinidae (mantelschelpen).

## Soort
- Antillipecten antillarum (Récluz, 1853)